# (1118) Hanskya
(1118) Hanskya – planetoida należąca do zewnętrznej części pasa głównego asteroid okrążająca Słońce w ciągu 5 lat i 275 dni w średniej odległości 3,21 au. Została odkryta 29 sierpnia 1927 roku w Obserwatorium Simejiz na górze Koszka na Półwyspie Krymskim przez Siergieja Bielawskiego i Nikołaja Iwanowa. Niezależnie odkrył ją Karl Reinmuth 30 sierpnia tego samego roku. Nazwa planetoidy pochodzi od Aleksieja Pawłowicza Hanskiego (1872–1908), rosyjskiego astronoma. Przed nadaniem nazwy planetoida nosiła oznaczenie tymczasowe (1118) Hanskya (1927 QD).